# Atletismo nos Jogos Pan-Americanos de 1983 - Lançamento de dardo feminino
A prova do lançamento de dardo feminino nos Jogos Pan-Americanos de 1983 foi realizada em  Havana, Cuba.

## Medalhistas
| Ouro                         | Prata                | Bronze                      |
| Maria-Caridad Colon CUB Cuba | Mayra Villa CUB Cuba | Marieta Riera VEN Venezuela |

## Resultados
| Posição           | Nome                | Nacionalidade      | Marca | Notas |
| ----------------- | ------------------- | ------------------ | ----- | ----- |
| Medalha de ouro   | Maria-Caridad Colon | CUB Cuba           | 63.76 |       |
| Medalha de prata  | Mayra Villa         | CUB Cuba           | 63.32 |       |
| Medalha de bronze | Marieta Riera       | VEN Venezuela      | 53.60 |       |
| 4                 | Monique Lapres      | CAN Canadá         | 52.36 |       |
| 5                 | Patty Kearney       | USA Estados Unidos | 52.00 |       |
| 6                 | Mariela Riera       | VEN Venezuela      | 49.90 |       |
| 7                 | Deanna Carr         | USA Estados Unidos | 46.16 |       |